# Иво Иванов (журналист)
Вижте пояснителната страница за други личности с името Иво Иванов.
Иво Иванов е български спортен журналист и писател, широко известен със своите разкази, които публикува в спортните медии.
Завършва Националната спортна академия със специалност „Баскетбол“ и „Журналистика“ в Софийския университет. Живее в щата Канзас, САЩ повече от 25 години. Работи като спортен журналист, както в България, така и в САЩ.
Иванов е сред най-продаваните български автори през 2015 и 2016 г. Пише за обикновените хора, попаднали в необикновени ситуации и по-рядко за известни личности като например Ланс Армстронг, Лоло Джоунс и Леброн Джеймс.
В Канзас Сити работи като директор по маркетинг в сферата на уеб дизайна, продукция от „А до Я“ на видео материали, графичен дизайн, фотография и социални медии. В града, където живее, тренира 2 гимназиални футболни отбора – момчетата през есента и момичетата през пролетта. Член е на местния Ротари клуб. Всяка събота води едночасов сегмент в популярно местно радиопредаване. Всяка сряда вечер прави подкаст с група приятели. Играе активно баскетбол и футбол. От 1999 година насам е също капитан на отбор, който се състезава веднъж в седмицата срещу други отбори в пъб викторина (игра по обща и популярна култура).